# Nyílt kártyákkal
A Nyílt kártyákkal (eredeti cím: Cards on the Table) Agatha Christie krimi regénye, amely az Egyesült Királyságban 1936. november 2-án jelent meg, ezt a következő évben követte az amerikai kiadás. Magyarországon először 1941-ben jelent meg Hercule Poirot ismét munkában címmel a Nova Kiadó Kalandos regények sorozatában, Emődi Hajós Zsuzsa fordításában.
A regényben négy jellegzetes Christie-alak szerepel együtt: Hercule Poirot, Battle főfelügyelő, Race ezredes, és Ariadne Oliver, a krimiírónő. Szokatlan elem, hogy Agatha Christie előre megnevezi, hogy mely személyek közül kerülhet ki a gyilkos.

## Szereplői
- Hercule Poirot
- Battle főfelügyelő
- Race ezredes
- Ariadne Oliver
- Mr. Shaitana
- O'Connor őrmester
- Dr. Roberts
- Anne Meredith
- Mrs. Lorrimer
- John Despard őrnagy
- Rhoda Dawes
- Mrs. Craddock
- Mrs. Luxmore
- Gerald Hemmingway

## Cselekménye
|  | Alább a cselekmény részletei következnek! |

Mr. Shaitana, a népszerűtlen, ám dúsgazdag, Londonban élő férfi meghívja Poirot-t egy vacsorára. Azt állítja, négy gyilkost fog bemutatni, akiket saját különleges gyűjteményének tekint.
Megérkeznek a vendégek: Poirot, Battle, Race, Mrs. Oliver; Mrs. Lorrimer, dr. Roberts, Despard és Miss Meredith. A helyzet igen érdekesen alakul: négy "kopó" és négy "gyilkos" vesz részt a vacsorán. Az étkezés után a négyen-négyen másik szobába mennek bridzselni. A "gyilkosok" szobájába megy Mr. Shaitana, aki igencsak élvezi a kialakult furcsa helyzetet. A játék sokáig tart; majd a Poirot-ék el akarnak búcsúzni a házigazdától, aki eddig a fotelban aludt. Meglepve tapasztalják, hogy Mr. Shaitana nem alszik, hanem meggyilkolták.
Poirot és Battle természetesen azonnal megkezdi az ügy felgönygyölítését – Mrs. Oliver és Race segítségével. Race-t megbízza a főfelügyelő, hogy tudjon meg mindent Despardról. Mrs. Oliver pedig csak "szimatolni" fog, a saját módszereivel. A gyilkos természetesen a másik négy bridzselő közül kerül ki, hiszen ők tartózkodtak Mr. Shaitanával egy szobában.
Meg is kezdik a kihallgatást. Az első dr. Roberts. Poirot megállapítja, hogy kitűnő megfigyelő, de a kártyaparti menetét nem tudja pontosan felidézni. Mrs. Lorrimer pedig éppen ennek az ellentéte: nem igazán koncentrált másra, mint a bridzsre, és megdöbbentő pontossággal tudott a kártyára visszaemlékezni, de a szobából csak néhány tárgyra emlékszik. Ezután következik Miss Meredith. Meglehetősen félénk teremtésnek mutatkozik. Despard őrnagy pedig igen határozottnak mutatkozik, és ha gyilkosságot követne el, nem hirtelen felindulásból, hanem előre megfontoltan követné el, hasonlóan Mrs. Lorrimerhez. Hogy megtudjon egyet-mást az emberek személyiségéről, Poirot a kártyaparti menetét tartalmazó papírlapot használja, ezen ugyanis mindannyiuk kézírása megtalálható. Mint megtudják, négy kör volt, bár az utolsót a gyilkosság felfedezése miatt nem tudták befejezni. Poirot később megtudja Mrs. Lorrimertől, hogy az első körben (robberben) Anne, a másodikban Despard, a harmadikban Mrs. Lorrimer, a negyedikben pedig dr. Roberts volt az írnok. A papírlapról Poirot megállapítja, hogy Anne igen gondosan vezeti, Despard pedig minden percben tudni akarja, hol tart, mert folyton áthúzogatja a részeredményeket. Határozott és olvasható kézírás Mrs. Lorrimeré, míg dr. Robertsé lendületes, cirkalmas. Megállapítják, hogy Despard őrnagy megbízható játékos, Anne is jól játszik, bár kissé óvatos, dr. Roberts is remekül ért a játékhoz, bár hajlamos túllicitálni. Mrs. Lorrimer, aki a legmeghatározóbb személyiség, egyszerűen zseniálisan játszik, a játék minden csínját-bínját érti. Megtudják azt is, hogy mindannyian felkeltek az asztaltól a játék közben, és Mrs. Lorrimer biztosan odament Mr. Shaitanához.
Ezután megkezdődik a tényleges nyomozás, mely során kiderül, hogy dr. Roberts kezelt egy bizonyos Mrs. Craddockot, akinek a férje meggyanúsította a doktort, hogy viszonya van az asszonnyal. A doktor ezt letagadta, majd Mr. Craddock erre megfenyegette, hogy feljelenti az orvoskamaránál. Nem sokkal később azonban megbetegedett, és meghalt. Halála után az asszony elutazott Egyiptomba, és ott hunyt el. Anne Meredith pedig régebben Mrs. Bensonnál dolgozott, aki fügeszörpöt fogyasztott. A másik, kalapfestékes üveg, elrepedt, és az idős hölgy azt kérte, Anne töltse át a fügeszörpösbe. A hölgy pedig véletlenül ivott a kalapfestékből, és belehalt. Despard őrnagy pedig hajdanán a dél-amerikai dzsungelben egy expedíciót kísért el, melynek vezetője Luxmore professzor volt; Despard pedig lelőtte őt. Mint kiderült, Mrs. Luxmore és Despard között semmi nem történt. Luxmore azonban lázas lett, és beleesett volna a folyóba, de az őrnagy elhatározta, hogy meglövi a lábán, összerogy, s így megmentheti az életét. De az asszony, aki azt képzelte, Despard szereti őt, ezért meg akarja ölni a professzort, meglökte az őrnagyot. A golyó így Luxmore hátába fúródott, aki azonnal meghalt.
Hamarosan Mrs. Lorrimer bevallja, hogy megölte Mr. Shaitanát, korábban pedig a férjét. De Poirot a Shaitana-gyilkosságot illetően nem hisz neki, s kideríti, hogy a hölgy csak Anne Mereditht akarja védeni, mert látta, amint megöli Mr. Shaitanát. Csupán azért védi, mert – mint mondja – Anne előtt ott áll még az egész élet. Poirot mikor távozik Mrs. Lorrimertől, Anne-t látja hozzá bemenni. Másnap Poirot-t telefonon értesítik arról, hogy Mrs. Lorrimer öngyilkos lett, s egy levelet is hagyott maga után.
Anne úgy gondolta, hogy Rhoda veszélyes lehet rá nézve, mert elmondhatja, hogy Anne Mrs. Bensonnál dolgozott (azt nem tudta, hogy Mrs. Oliverrel már közölte e tényt). Ezért megpróbálja megölni Rhodát, mégpedig a vízbe löki. Ám mindketten beleesnek. Poirot és Battle nem tudják őket utolérni, de Despard már előttük odaért, s ki tudta menteni Rhodát. Anne-t is kivonszolják, de már nem tudnak rajta segíteni.
Összegyűlik ismét a társaság – Mrs. Lorrimer és Anne Meredith kivételével – Poirot lakásában. A mesterdetektív pedig leleplezi Mr. Shaitana gyilkosát: Dr. Robertset. Megölte ugyanakkor Mr. Craddockot és a feleségét is. Dr. Roberts pedig reggel hamis ürüggyel állít be Mrs. Lorrimerhez, és azt állítja, halott. A szobalányt kiküldte, és a doktor ekkor ölte meg az asszonyt, mégpedig egy intravénásan beadott szerrel, ami a Mrs. Lorrimer által használt altatóval együtt igen veszélyes volt. Dr. Roberts pedig levelet is hamisított Mrs. Lorrimer kézírásával, melyben leírja, hogy öngyilkos lesz. Így dr. Roberts aggodalmat színlelve be tud jutni a hölgyhöz. Egyvalaki – az ablakmosó – azonban épp a gyilkosság pillanatában megy el a létrájával az ablak előtt. Dr. Roberts beismeri tettét. Poirot pedig megdicséri Gerald Hemmingway színészt, hogy tökéletesen eljátszotta az ablakmosó szerepét, aki nem is létezett.
|  | Itt a vége a cselekmény részletezésének! |

## Magyarul
- Hercule Poirot ismét munkában; ford. Emődi Hajós Zsuzsa; Nova, Bp., 1941 (A Nova kalandos regényei)
- Nyílt kártyákkal. Bűnügyi regény; ford. László Zsófia; Európa, Bp., 1988 (Fekete könyvek)

## Feldolgozásai
1981-ben a regényt színpadra adaptálták, de Poirot-t kihagyták belőle. A londoni Vaudeville Theatre-ben mutatták be 1981. december 9-én, Battle főfelügyelő szerepében Gordon Jacksonnal. A további szerepeket Derek Waring, Belinda Carroll, Mary Tamm és Patricia Driscoll játszották. Ez megfelelt Christie azon szokásának, hogy kihagyta a belga detektívet a színdarabokból, mert úgy érezte, hogy nincs olyan színész, aki megfelelően el tudná játszani a szerepet.
Az Agatha Christie: Poirot című televíziós sorozatban 2005-ben mutatták be a regény feldolgozását, amelyben Poirot szerepét David Suchet, Ariadne Oliverét Zoë Wanamaker játszotta. Az átdolgozás számos helyen eltért az alapjául szolgáló regénytől:
- A regénybeli Battle főfelügyelő helyett Wheeler főfelügyelő, Race ezredes helyett Hughes ezredes szerepel.
- Megváltozott a regény alapötlete. A szerző szándéka szerint négy "kopó" és négy gyanúsított van, és a regényben az is nyilvánvaló, hogy korábban mind a négy gyanúsított ölt már embert. A televíziós feldolgozásban ez alapvetően másképpen van.
- A sorozatban az egyik kopónak, Wheeler főfelügyelőnek is gyanús a múltja.
- Dr. Robertsnek viszonya van Mr. Craddockkal. Miután megöldi a feleséget, folytatja a viszonyt a férjjel.
- Mrs. Lorrimer Anne Meredith anyja. Dr. Roberts nem öli meg Mrs. Lorrimert.
- Mrs. Benson gyilkosa Rhoda Dawes, és ő próbálja meg vízbe ölni Anne Meredithet. A regényben ez pont fordítva van. A regényben Despard őrnagy Rhodába szerelmes, a televíziós feldolgozásban Anne-t kedveli.
- A gyilkosságok indoka nem a pénz, hanem a homoszexualitás.
- Mr. Shaitana drogos és életunt. Mivel tudta, hogy valamelyik vendége meg fogja gyilkolni, altatót vett be.